# Сострат
Сострат (Грчки: Σώστρατος, Sostratos) био је познат као архитекта у време Александра Великог (Македноског). Живео је и радио у Александрији, као архитекта испред свог времена. Био је један од најбољих у његово време. Изградио је светионик на острву Фарос, у Александрији. То је била његова највећа грађевина коју је исцртао. Имао је жену Аријану, као и троје деце.